# Ann Christine

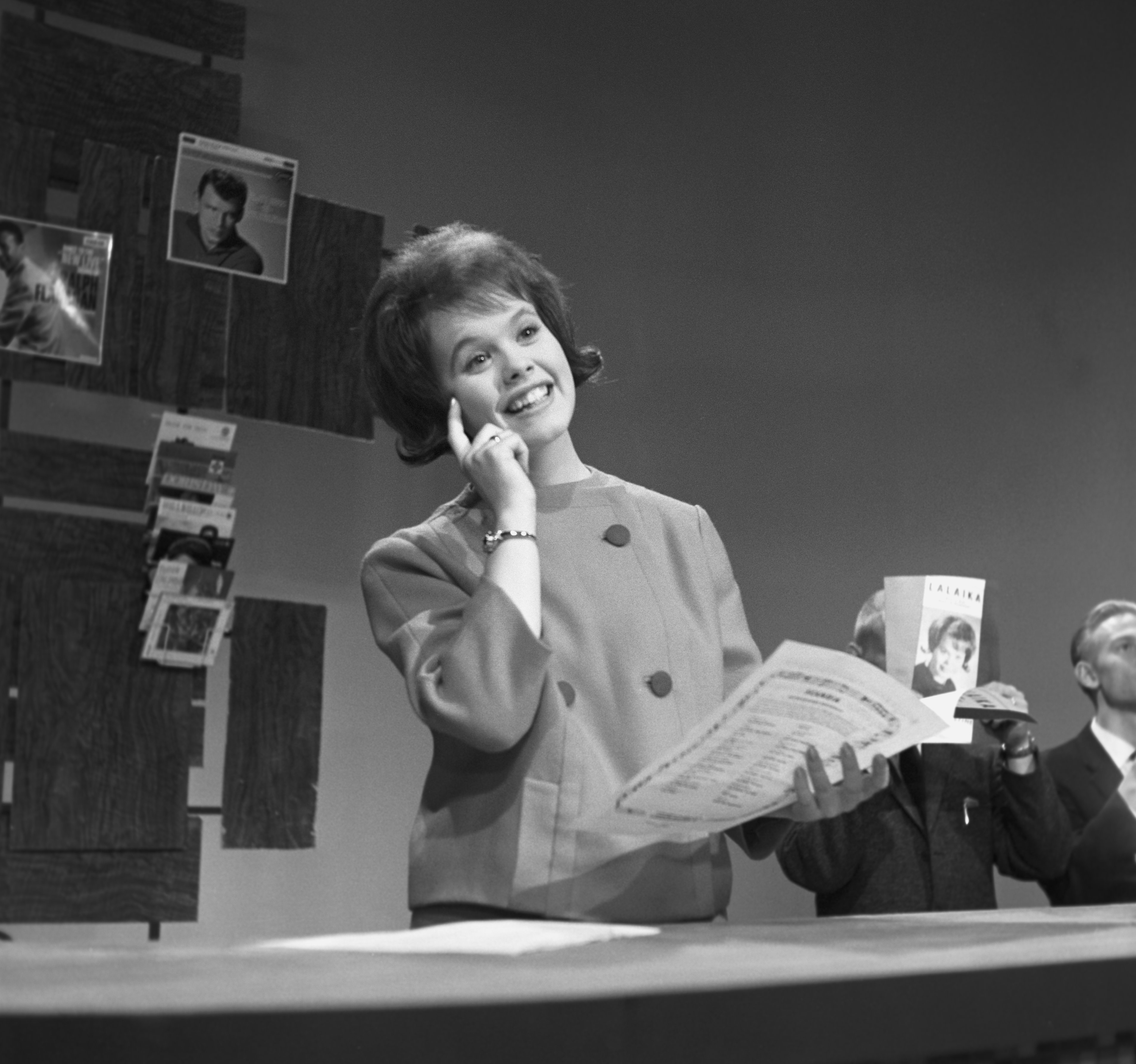
Ann-Christine Nyström-Silén in der Sendung Iskelmäkaruselli (1962)

Ann Christine, eigentlich Ann-Christine Nyström-Silén (Geburtsname: Nyström) (* 26. Juli 1944 in Helsinki, Finnland; † 5. Oktober 2022 in Stockholm, Schweden) war eine finnische Schlagersängerin der 1960er Jahre.

## Hintergrund
Nach erfolgreicher Teilnahme an einem Gesangswettbewerb erhielt sie einen Plattenvertrag beim finnischen Musiklabel Scandia. Es erschienen einige Singles mit finnischen Liedern und sie wurde ausgewählt, ihr Land beim Grand Prix Eurovision de la Chanson 1966 in Luxemburg zu vertreten. Mit dem Schlager Playboy kam sie auf den zehnten Platz.